# سورة الصافات

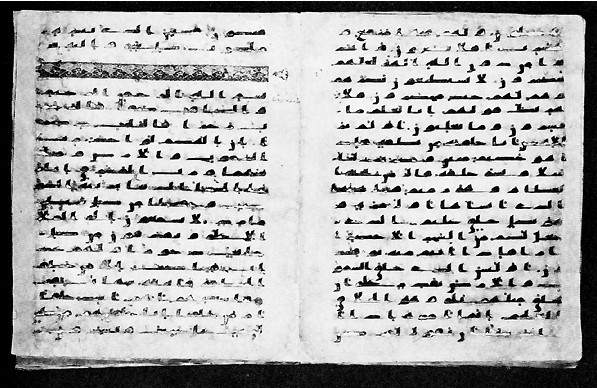
بداية سورة الصافات في مخطوطة بخط المشق

سورة الصَّافَّات سورة مكية إلا الآيات 23 حتى 27 فهي مدنية، السورة من المثاني، آياتها 182، وترتيبها في المصحف 37، في الجزء الثالث والعشرين، بدأت بأسلوب قسم: ﴿وَالصَّافَّاتِ صَفًّا ۝١﴾، والصافات هم جموع الملائكة الذين يعبدون الله في صفوف، نزلت بعد سورة الأنعامـ وتسمى سورة الزينة.